# Паркер (бренд)
Parker — бренд пишущих инструментов и компания по их производству. Parker Pen Company наряду с Conklin (позже Wahl-Eversharp), Sheaffer, и Waterman входила в так называемую большую четвёрку (Big Four) — группу крупнейших в мире производителей пишущих инструментов.
В 2011 году производство фирмы было перенесено в город Нант во Франции.

## История
Компания Parker была основана Джорджем Сэффордом Паркером в Джейнсвилле, штат Висконсин. Официальной датой регистрации Parker Pen Company считается 8 марта 1892 года, хотя к тому моменту Джордж Паркер уже четыре года занимался производством перьевых ручек и даже успел запатентовать в 1889 году собственную модель. До 1889 года Джордж Паркер служил торговым агентом John Holland Gold Pen Company. В 1941 году была выпущена «Parker 51». Ручкой «Parker 51», принадлежавшей Дуайту Эйзенхауэру, была подписана капитуляция Германии в 1945 году, а ручкой «Parker Duofold» генерал Макартур подписал капитуляцию Японии.
Parker Jotter являлась любимой ручкой президента США Джона Кеннеди.

## Сайт и Интернет - Магазин
Parker Pen Company Официальный сайт PARKER - http://parkerpen.com
Оффициальный Интернет - Магазин PARKER в России - https://parkervip.com